# 池田木部第二出入口
池田木部第二出入口（いけだきべだいにでいりぐち）は、大阪府池田市にある阪神高速道路11号池田線の出入口。
現在のところ、11号池田線の終点のひとつであり、国道173号（能勢方面）と接続する。

## 道路
- 阪神高速11号池田線 (11-15)

### 案内板
- 池田木部第二出口　国道173号能勢

## 接続する道路
- 国道173号

## 周辺
- 能勢電鉄妙見線 絹延橋駅、滝山駅
- 猪名川
- 池田市古江浄水場

## 隣
阪神高速11号池田線
(11-12) 神田出入口 - (11-13) 川西小花出入口 - (11-14) 池田木部第一出入口/(11-15) 池田木部第二出入口